# 스티브 바버
스티븐 데이비드 바버(영어: Stephen David Barber, 1938년 2월 22일~2007년 2월 4일)는 미국의 프로 야구 선수이다. 1960년부터 1974년까지 메이저 리그 베이스볼(MLB)에서 볼티모어 오리올스를 비롯한 일곱 개의 팀에서 좌완 투수로 뛰었다. 데뷔 후 8년간 볼티모어 유니폼을 입고 95승 75패의 뛰어난 성적을 쌓으면서, 1960년대 '키디 콥스'(Kiddie Korps)라고 불린 젊은 투수진 중의 한 명으로 활약했다. 하지만 이후 15년간의 기간 동안 팔 부상으로 어려움을 겪으며 26승 31패밖에 올리지 못했다. 오리올스 시절에 두 차례 올스타에 선정되었다. 1961년부터 1967년까지 야구 미신을 깨고 등번호 13번을 달았으며, 시애틀 파일럿츠 시절에도 이 등번호를 달았다.

## 어린 시절
바버는 미국 메릴랜드주 타코마파크에서 태어났으며, 1956년에 메릴랜드주 실버스프링에 있는 몽고메리 블레어 고등학교를 졸업했다.

## 선수 경력
바버는 볼티모어 오리올스와 1957년에 계약을 맺었다. 메이저 리그 루키 시즌이었떤 1960년에 36경기(27선발)에 출전해 10승 7패에 평균자책점 3.22로 이 부문 아메리칸 리그(AL) 6위에 올랐지만, 허용한 볼넷 개수가 113개, 폭투 10개로 각각 AL 1위에 이름을 올리는 불명예를 얻었다. 1961년에는 8완봉으로 이 부문 AL 1위를 질주했고, 37경기(34선발)에 출전해 18승 12패, 3.33의 평균자책점을 나타냈다. 1963년에는 39경기(36선발)에 출전해 20승 13패, 180탈삼진, 평균자책점 2.75로 현대 볼티모어 오리올스 선수 중에 최초로 20승을 달성하는 기염을 토했으며, 개인 통산 첫 번째로 올스타에도 선정되었다. 1966년에 두 번째이자 마지막으로 아메리칸 올스타에 다시 뽑혔다. 하지만 이후 팔꿈치에 발생한 건염으로 경기에 나서지 못했고 소속팀 볼티모어가 로스앤젤레스 다저스를 스윕하며 구단 역사상 첫 월드 시리즈 우승을 차지한 1966년 월드 시리즈에도 전혀 출전하지 못했다. 1967년 4월 30일, 바버는 디트로이트 타이거스와의 경기에서 8+2⁄3이닝 동안 안타를 하나도 맞지 않았지만 2실점을 허용한 후 교체되었는데, 이어 등판한 스튜 밀러가 남은 아웃카운트 하나를 잡아내면서 노히터를 완성했다. 하지만 결과적으로 소속팀 봁티모어는 2–1로 패했다.
이후 은퇴할 때까지 팔꿈치 부상이 그를 계속 따라다녔다. 1967년 7월 4일, 볼티모어의 바버와 뉴욕 양키스의 추후 지명 선수, 레이 바커, 현금이 오가는 트레이드가 성사되면서 바버는 팀을 옮겼다. 같은 해 12월 15일에 양키스는 트레이드를 마무리짓기 위해 추후 지명 선수였던 마이너 리거 쳇 트레일과 대니얼 브래디를 오리올스로 보냈다.
이후 1968년 메이저 리그 베이스볼 확장 드래프트에서 양키스가 바버를 보호하지 않으면서 시애틀 파일럿츠의 지명을 받았다. 1969년 시즌, 파일럿츠에서 팔 부상으로 어려움을 겪는 와중에 25경기(16선발)에 출전해 4승 7패, 4.80의 평균자책점을 기록했다. 1970년 시즌 전 소속팀에서 방출되었으나, 그해 시카고 컵스와 애틀랜타 브레이브스에서 구원 투수로 뛰었다. 1972년 5월에 애틀랜타에서 방출된 후 캘리포니아 에인절스에 합류해 그곳에서 1973년 시즌을 뛰었다. 1973년 10월 23일, 에인절스의 바버, 클라이드 라이트, 켄 베리, 아트 쿠스니어, 현금과 밀워키 브루어스의 엘리 로드리게스, 올리 브라운, 조 라후드, 스킵 록우드, 게리 라이어슨을 맞바꾸는 초대형 트레이드가 단행되었다. 바버는 1974년 스프링 트레이닝 중에 밀워키에서 방출되었고, 그해 시즌 중반에 샌프란시스코 자이언츠에서 13경기를 소화했다. 같은 해 8월, 바버는 세인트루이스 카디널스와 계약을 맺었으나 경기를 뛰지는 못했다.
바버는 메이저 리그 통산 466경기에 출전했는데 그중 272경기가 선발 등판이었으며, 121승 106패, 3.36의 평균자책점을 기록했다. 통산 59완투와 21완봉을 기록했으며, 14세이브를 기록했다. 통산 투구 이닝은 1,999이닝이며 1,818피안타, 950볼넷, 1,309탈삼진을 기록했다.

## 이후의 삶
1978년에 바버와 그의 아내는 라스베이거스로 이주했으며, 1992년부터 2006년까지 클라크군 학구에서 장애를 가진 어린이들을 위한 운전사로 일했다. 2007년 2월 4일에 네바다주 헨더슨에서 폐렴으로 사망했다.